# Lekaneleo
Lekaneleo is een geslacht van uitgestorven buidelleeuwen die in het Mioceen in Australië leefden. 
Lekaneleo roskellyae, voorheen ingedeeld in het geslacht Priscileo, had met een gewicht van circa drie kilogram ongeveer het formaat van een kleine huiskat en leefde tijdens het Vroeg-Mioceen in het gebied van Riversleigh. Het was waarschijnlijk een boombewonende jager. Lekaneleo roskellyae deelde zijn leefgebied met drie andere buidelleeuwen, de kleinere Microleo en Enigmaleo  en de grotere Wakaleo.
Lekaneleo myersi leefde tijdens het Mioceen en is eveneens bekend uit het gebied van Riversleigh. Deze soort was met een geschat gewicht van 2,3 kilogram iets kleiner.